# Сігурд Олень
Сігурд Олень (давньоскан. Sigurður hjörtur) — напівлегендарний конунг Грінгарікі (суч. Рінгеріке), батько Рагнгільд Сігурдсдоттір, другої дружини Гальвдана Чорного. Згадується в збірнику «Коло Земне» в «Сазі про Гальвдана Чорного».

## Життєпис
Загальні відомості і деякі факти про його життя містить п'ята частина «Саги про Гальвдана Чорного».
Його батьком був Гельгі Сміливий, конунг Грінгарікі з династії Даглінгів, а матір'ю — Аслауг, донька Сігурда Зміїноокого, онучка Рагнара Лодброка.
Сага наводить докази унікальності Сігурда, наводячи що він поборов берсерка Гільдебранда з загоном у віці 12 років. Хоча згадується, що «він виконав багато великих справ, і про нього є довга сага», вона ніде не простежується і не цитується, тож, якщо вона і існувала, то наразі є безповоротно втраченою.
Він був одружений з Тюрні Гаральдсдоттір, дочкою Гаральда Клака, конунга Ютландії. У них було двоє дітей, старша дочка Рагнгільд і молодший син Гутторм.

### Загибель
Більша частина відомостей присвячена епізоду загибелі Сігурда. Він мав за звичку полювати наодинці, навіть на тих лісних істот, яких було небезпечно заганяти гуртом.
Заїхавши занадто далеко, він зазнав нападу берсерка Гакі з чималим загоном в 30 осіб: очевидно, це була добре спланована пастка. Але Сігурд витримав удар і вбив майже половину людей і ледь не на смерть поранив самого Гакі, крім численних поранень відрубавши йому праву руку. Проте ватага подужала одного Сігурда.
Вони відправились на ферму конунга, до його маєтку, і викрали Рагнгільд з її братом. Гакі потім хотів зіграти весілля, але рани ятрились. Тим часом
Гальвдан Чорний знаходився поряд і дізнався про всю ту історію. Він спорядив загін на відбиття Рагнгільд, щоб одружитися з нею. План вдався, і так Сігурд Олень став дідом Гаральда Прекрасноволосого.